# Assalto dallo spazio
Assalto dallo spazio (Invisible Invaders) è un film di fantascienza del 1959 diretto da Edward L. Cahn.

## Trama
Lo scienziato Adam Penner (Denner) scopre che parte della Luna è abitata da alieni che intendono conquistare la Terra, cerca di avvertire le autorità ma nessuno gli presta ascolto. In seguito gli esseri decidono un primo attacco, essi prendono corpo entrando nei cadaveri degli esseri umani e assalgono il laboratorio. Soltanto una scoperta dello scienziato permetterà agli umani la rivincita sugli zombie e alieni.

## Edizione italiana
Uscito in Italia nel luglio 1960. Doppiaggio a cura della CDC.